# Deutsche Freie-Partie-Meisterschaft 1994/95
Die Deutsche Freie-Partie-Meisterschaft 1994/95 ist eine Billard-Turnierserie und fand vom 11. bis zum 13. November 1994 in Coesfeld zum 27. Mal statt.

## Geschichte
Andreas Niehaus nutzte seinen Heimvorteil und wurde ungeschlagen Deutscher Meister in der Freien Partie. Im Finale besiegte er den Lüdenscheider Thomas Nockemann, der alle Turnierbestleistungen erzielte, mit 300:134 in drei Aufnahmen. Platz drei sicherte sich Franzel Simon aus dem Saarland.

## Modus
Gespielt wurde das komplette Turnier bis 300 Punkte.
Die Endplatzierung ergab sich aus folgenden Kriterien:
1. Matchpunkte
2. Generaldurchschnitt (GD)
3. Höchstserie (HS)

## Turnierverlauf

### Gruppenphase
| MP    | Match Points (Sieger = 2; Unentschieden = 1; Verlierer = 0) |
| Pkte. | Erzielte Karambolagen                                       |
| Aufn. | Benötigte Versuche                                          |
| GD    | Generaldurchschnitt                                         |
| BED   | Bester Einzeldurchschnitt eines Spielers                    |
| HS    | Höchstserie                                                 |
|       | Bester GD des Turniers                                      |
|       | Bester ED des Turniers                                      |
|       | Beste HS des Turniers                                       |
|       | 1. Platz (Gold)                                             |
|       | 2. Platz (Silber)                                           |
|       | 3. Platz (Bronze)                                           |

| Platz                      | Name                     | MP  | Pkte. | Aufn. | GD    | BED    | HS  |
| -------------------------- | ------------------------ | --- | ----- | ----- | ----- | ------ | --- |
| 1                          | Markus Dömer (Langen)    | 6:0 | 900   | 13    | 69,23 | 150,00 | 299 |
| 2                          | Axel Büscher (Coesfeld)  | 2:4 | 462   | 10    | 46,20 | 100,00 | 284 |
| 3                          | Frank Müller (Vöttingen) | 2:4 | 752   | 22    | 34,18 | 60,00  | 204 |
| 4                          | Gerd Nopens (Bernburg)   | 2:4 | 407   | 19    | 21,42 | 27,27  | 148 |
| Gruppendurchschnitt: 39,39 |                          |     |       |       |       |        |     |

| Platz                      | Name                       | MP  | Pkte. | Aufn. | GD     | BED    | HS  |
| -------------------------- | -------------------------- | --- | ----- | ----- | ------ | ------ | --- |
| 1                          | Andreas Niehaus (Coesfeld) | 6:0 | 900   | 9     | 100,00 | 150,00 | 300 |
| 2                          | Udo Mielke (Wuppertal)     | 4:2 | 601   | 30    | 20,03  | 42,85  | 208 |
| 3                          | René Liere (Sonsbeck)      | 2:4 | 519   | 28    | 18,53  | 17,64  | 124 |
| 4                          | Frank Schröder (Vreden)    | 0:6 | 266   | 41    | 6,48   | –      | 24  |
| Gruppendurchschnitt: 21,16 |                            |     |       |       |        |        |     |

| Platz                      | Name                           | MP  | Pkte. | Aufn. | GD     | BED    | HS  |
| -------------------------- | ------------------------------ | --- | ----- | ----- | ------ | ------ | --- |
| 1                          | Thomas Nockemann (Lüdenscheid) | 6:0 | 900   | 6     | 150,00 | 300,00 | 300 |
| 2                          | Roger Liere (Emmerich)         | 4:2 | 617   | 10    | 61,70  | 150,00 | 269 |
| 3                          | Hans Wernikowski (Dortmund)    | 2:4 | 544   | 22    | 24,72  | 23,07  | 171 |
| 4                          | Hans Hanke (Eschweiler)        | 0:6 | 158   | 16    | 9,87   | –      | 32  |
| Gruppendurchschnitt: 50,43 |                                |     |       |       |        |        |     |

| Platz                      | Name                         | MP  | Pkte. | Aufn. | GD    | BED    | HS  |
| -------------------------- | ---------------------------- | --- | ----- | ----- | ----- | ------ | --- |
| 1                          | Franzel Simon (Elversberg)   | 4:2 | 875   | 9     | 97,22 | 150,00 | 299 |
| 2                          | Carsten Lässig (Coesfeld)    | 4:2 | 711   | 10    | 71,10 | 150,00 | 239 |
| 3                          | Carsten Raspel (Velbert)     | 4:2 | 636   | 13    | 48,92 | 60,00  | 162 |
| 4                          | Jens Grappendorf (Frankfurt) | 0:6 | 142   | 14    | 10,14 | –      | 46  |
| Gruppendurchschnitt: 51,39 |                              |     |       |       |       |        |     |

### Finalrunde
| Halbfinale       |     |     |   |        |        |     |
| Thomas Nockemann | 2:0 | 300 | 2 | 150,00 | 150,00 | 256 |
| Franzel Simon    | 0:2 | 1   | 2 | 0,50   | –      | 1   |
| Andreas Niehaus  | 2:0 | 300 | 4 | 75,00  | 75,00  | 280 |
| Markus Dömer     | 0:2 | 4   | 4 | 1,00   | –      | 3   |
| Spiel um Platz 3 |     |     |   |        |        |     |
| Franzel Simon    | 2:0 | 300 | 3 | 100,00 | 100,00 | 180 |
| Markus Dömer     | 0:2 | 117 | 3 | 39,00  | –      | 116 |
| Finale           |     |     |   |        |        |     |
| Thomas Nockemann | 0:2 | 134 | 3 | 44,66  | –      | 96  |
| Andreas Niehaus  | 2:0 | 300 | 3 | 100,00 | 100,00 | 155 |

### Abschlusstabelle
| MP    | Match Punkte (Sieger = 2; Unentschieden = 1; Verlierer = 0) |
| SV    | Satzverhältnis (nur bei Turnieren im Satzsystem)            |
| Pkte. | Erzielte Karambolagen                                       |
| Aufn. | benötigte Aufnahmen                                         |
| GD    | Generaldurchschnitt                                         |
| MGD   | Mannschafts-Generaldurchschnitt                             |
| BED   | Bester Einzeldurchschnitt eines Spielers                    |
| BEMD  | Bester Einzeldurchschnitt einer Mannschaft                  |
| BSD   | Bester Satzdurchschnitt eines Spielers                      |
| HS    | Höchstserie                                                 |
| WRP   | Weltranglistenpunkte                                        |

| Klassement                 | Klassement                     | Klassement | Klassement | Klassement | Klassement | Klassement | Klassement | Klassement | Klassement |
| Platz                      | Name                           | MP         | Pkte.      | Aufn.      | GD         | BED        | HS         |            |            |
| -------------------------- | ------------------------------ | ---------- | ---------- | ---------- | ---------- | ---------- | ---------- | ---------- | ---------- |
| 1                          | Andreas Niehaus (Coesfeld)     | 10:0       | 1500       | 16         | 93,75      | 150,00     | 300        |            |            |
| 2                          | Thomas Nockemann (Lüdenscheid) | 8:2        | 1334       | 11         | 121,27     | 300,00     | 300        |            |            |
| 3                          | Franzel Simon (Elversberg)     | 6:4        | 1176       | 14         | 84,00      | 150,00     | 299        |            |            |
| 4                          | Markus Dömer (Langen)          | 6:4        | 1021       | 20         | 51,05      | 150,00     | 299        |            |            |
| 5                          | Carsten Lässig (Coesfeld)      | 4:2        | 711        | 10         | 71,10      | 150,00     | 239        |            |            |
| 6                          | Roger Liere (Emmerich)         | 4:2        | 617        | 10         | 61,70      | 150,00     | 269        |            |            |
| 7                          | Udo Mielke (Wuppertal)         | 4:2        | 601        | 30         | 20,03      | 42,85      | 208        |            |            |
| 8                          | Axel Büscher (Coesfeld)        | 2:4        | 462        | 10         | 46,20      | 100,00     | 284        |            |            |
| 9                          | Carsten Raspel (Velbert)       | 4:2        | 636        | 13         | 48,92      | 60,00      | 162        |            |            |
| 10                         | Frank Müller (Vöttingen)       | 2:4        | 752        | 22         | 34,18      | 60,00      | 204        |            |            |
| 11                         | Hans Wernikowski (Dortmund)    | 2:4        | 544        | 22         | 24,72      | 23,07      | 171        |            |            |
| 12                         | René Liere (Sonsbeck)          | 2:4        | 519        | 28         | 18,53      | 17,64      | 124        |            |            |
| 13                         | Gerd Nopens (Bernburg)         | 2:4        | 407        | 19         | 21,42      | 27,27      | 148        |            |            |
| 14                         | Jens Grappendorf (Frankfurt)   | 0:6        | 142        | 14         | 10,14      | –          | 46         |            |            |
| 15                         | Hans Hanke (Eschweiler)        | 0:6        | 158        | 16         | 9,87       | –          | 32         |            |            |
| 16                         | Frank Schröder (Vreden)        | 0:6        | 266        | 41         | 6,48       | –          | 24         |            |            |
| Turnierdurchschnitt: 36,64 |                                |            |            |            |            |            |            |            |            |